# 阮朝日

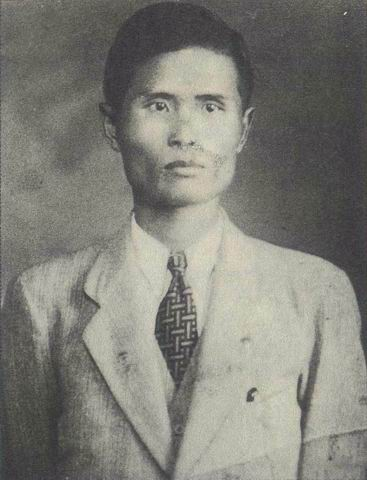
阮朝日

阮朝日（1900年—1947年），是一位出生於臺灣屏東林邊竹林的企業家及二二八事件受難者。
他曾擔任台灣新生報總經理。

## 生平

### 早期生活
1900年，阮朝日出生在高雄州東港郡林邊庄竹仔腳的一個地方家族，與阮朝倫、阮朝堪、阮朝英等世出同門。
1918年3月，他畢業於台灣總督府國語學校（後稱臺北師範學校）。
1922年3月，他畢業於東京高輪中學。
1926年，他畢業於福島高等商業學校畢業。

### 企業經營

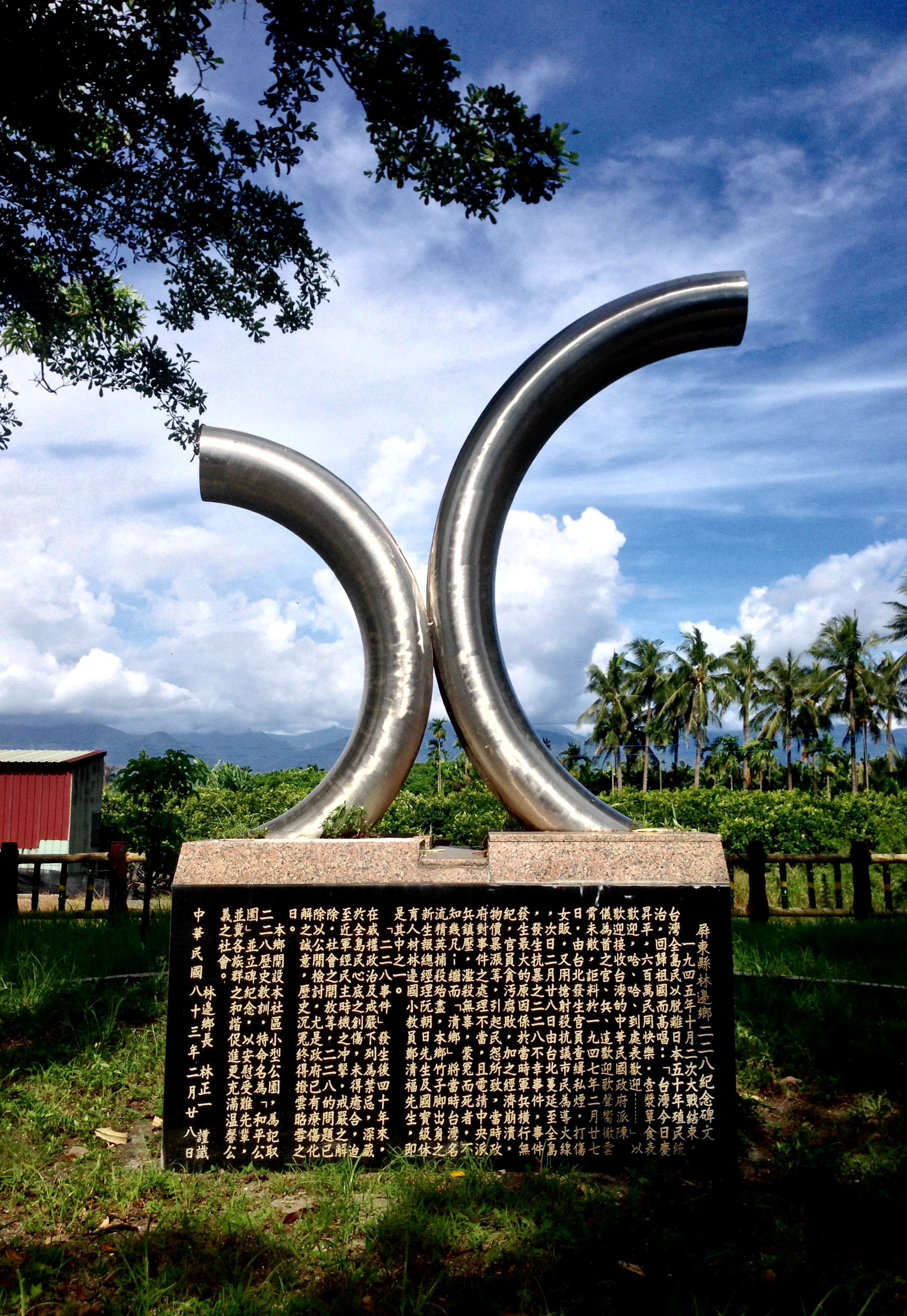
載有阮朝日的林邊鄉二二八紀念碑。

1926年，他開始經營「長福商事株事會社」、「屏東信託株事會社」。
1927年，他與鳳山街林水德的女兒林素結婚，日後生阮美姝、阮美娃。
1932年3月，他轉任《台灣新民報》，並在該報於1945年改為《台灣新生報》時擔任總經理。

### 捲入風暴
1946年，他組織海外青年復員促進委員會，救援被日軍徵用流落在海外的台籍青年。
1947年，他的大女兒阮美姝甫結婚不久即發生二二八事件；當時他已因氣喘臥病在床，但國民黨政府情治人員在3月12日上午將他和正在上班的《台灣新生報》副總編吳金鍊強行帶走，從此杳無音訊。同時遇害的還有該報台中分社記者陳安南、嘉義分社主任蘇憲章、高雄分社主任邱金山、高雄印刷廠長林界等臺籍主管，全遭槍決。

### 失蹤之後
後來，阮美姝前往日本學習音樂，並在當地閱讀到《台灣苦悶的歷史》一書後得知父親很可能已被處死，並因此積極展開調查。
後來，阮美姝曾在接受三立電視台「228走過一甲子」節目訪問時表示母親林素曾因丈夫失蹤多次自殺未遂，並因此要求子女在她夜晚就寢時將其雙手綑綁，以免其服藥自殺。
2002年3月23日，阮美姝在屏東縣林邊鄉竹林村阮氏宗親會館成立【阮朝日228紀念館】。
2006年，【阮朝日228紀念館】於6月1日至7日進行最後一次開放展覽，並於展後將主要資料分送與台灣神學院及真理大學。